# Angiotensina III
A Angiotensina III, ou Angiotensina 2-8, é um peptídeo, componente do sistema renina angiotensina aldosterona, composta por sete aminoácidos (heptapeptídeo). É oriunda da clivagem da angiotensina II plasmática por peptidases, a qual, além da angiotensina II, forma angiotensina IV. Em comparação com a angiotensina II, a angiotensina III demonstrou ter o mesmo efeito estimulador da aldosterona, mas apenas 40% dos efeitos pressores da mesma.